# Osteosíntesis
La osteosíntesis es un tratamiento quirúrgico de fracturas, en el que éstas son reducidas y fijadas en forma estable. Para ello se utiliza la implantación de diferentes dispositivos tales como placas, clavos, tornillos, alambre, agujas y pines, entre otros. Inicialmente estos implantes estaban fabricados de acero de grado médico, pero al ir evolucionando se han sumado otros materiales más biocompatibles como aleaciones de titanio y polímeros bioabsorbibles como el PLLA (polímero de ácido poliláctico).

## Características
La osteosíntesis ha evolucionado desde sus orígenes, desde cirugía experimental como hasta hoy con procedimientos altamente eficaces, y se han mejorado sustancialmente los resultados funcionales y generales del tratamiento de fracturas. Esto también tiene relación con el uso de alta tecnología en estos procedimientos, como la disponibilidad de equipos de radiología o el uso de implantes e instrumentales diseñados específicamente para cada porción del esqueleto y/o tipos diferentes de fracturas.
La AO Internacional (organización para el estudio de la ostesíntesis) es un organismo científico que congrega a especialistas de todo el mundo, con objeto de realizar investigaciones, sistematizar tratamientos, desarrollar implantes y educar a los nuevos especialistas dictando directrices para el tratamiento de fracturas basadas en evidencias científicas.
La osteosíntesis de hoy considera además de la reducción y fijación estable de la fractura, las variables biomecánicas y la importancia fisiológica de los tejidos blandos (aquellos no óseos que se relacionan con el esqueleto). Para ello se han desarrollado técnicas de osteosíntesis mínimamente invasivas, permitiendo una recuperación precoz de los pacientes. Estos procedimientos son realizados por ortopedistas, cirujanos plásticos y maxilofaciales y neurocirujanos.
- Datos: Q1423346
- Multimedia: Internal fixations / Q1423346